# Dot and Bubble
"Punto y burbuja" (en inglés, "Dot and Bubble") es el quinto episodio de la decimocuarta temporada de la serie de televisión británica de ciencia ficción Doctor Who. El episodio se estrenó en la cadena BBC One de Reino Unido el 1 de junio de 2024 y se lanzó en Disney+ en Estados Unidos el 31 de mayo. Fue escrita por Russell T Davies, quien originalmente la había pensado para la sexta temporada, y dirigida por Dylan Holmes Williams.
En este episodio, el Decimoquinto Doctor (Ncuti Gatwa) y su acompañante, Ruby Sunday (Millie Gibson), intentan salvar la ciudad de Finetime de unas babosas devoradoras de humanos. Comunicándose casi exclusivamente con Lindy Pepper-Bean (Callie Cooke) a través de las redes sociales, el Doctor y Ruby intentan ayudar a los residentes de Finetime.
El episodio trata temas como los efectos de las redes sociales en la sociedad (y especialmente entre las generaciones más jóvenes), el racismo y el elitismo. El propio Davies y los críticos lo han comparado con la serie de antología Black Mirror.

## Trama
Lindy Pepper-Bean vive en la ciudad de Finetime, poblada por jóvenes ricos del cercano Homeworld y protegida de los peligrosos Bosques Salvajes que la rodean. Viven a través de una interfaz de redes sociales, una burbuja proyectada alrededor de sus cabezas por puntos flotantes, robots que también dirigen sus movimientos. La burbuja obstruye su visión del mundo material y a Lindy no le preocupa que varios de sus amigos no estén en línea. Cuando el Doctor aparece en su burbuja e intenta enviarle una advertencia, ella bloquea al Doctor. Después, Ruby habla con ella y la convence para que deje caer su burbuja y mire a su alrededor. Lindy ve criaturas gigantes parecidas babosas que se están comiendo algunos residentes, pero la ignoran a ella y a otros.
El Doctor y Ruby le piden a Lindy y a sus amigos que evacuen Finetime a través de unos conductos que llevan a un río subterráneo. Al hablar con ellos, Lindy se sorprende al darse cuenta de que Ruby y el Doctor están en la misma sala (hasta ahora solo los había visto en cámaras separadas) y solo reconoce tardíamente al Doctor por su advertencia anterior. Lindy ve un mensaje de su madre Penny, a quien el Doctor y Ruby reconocen, aunque de diferentes momentos y lugares. Lindy apenas puede caminar sin la ayuda de su burbuja y finalmente recibe ayuda en persona de otro residente, Ricky September, un cantante al que idolatra. Ricky le revela a Lindy de que, a diferencia de los demás residentes, él apaga su burbuja con regularidad y puede vivir perfectamente sin ella. Descubre que Homeworld ya ha sido consumido por las babosas, pero no le informa de esto a Lindy.
El Doctor se da cuenta de que las babosas fueron creadas y criadas dentro de Finetime por los puntos al adquirir conciencia propia, y que estos están llevando a los residentes a la muerte en orden alfabético. Lindy ya no puede controlar su punto, ya que este revela su libre albedrío y los ataca. Al verse acorralada, Lindy desvela que el verdadero apellido de Ricky es Coombes (y por tanto que va antes de Pepper-Bean) y lo abandona para que el punto lo mate. Lindy se reúne en los conductos con los pocos residentes que el Doctor y Ruby han logrado rescatar y les miente sobre lo que le pasó a Ricky. El Doctor se ofrece a llevarlos a la TARDIS para encontrarles un nuevo hogar, lo que ellos rechazan con desdén por prejuicios raciales. Advierte a los supervivientes que morirán allí afuera, ya que los Bosques Salvajes son peligrosos, y les ruega que le permitan salvarlos. Los residentes de Finetime lanzan su balsa al río y el Doctor, furioso y entre lágrimas, se va con Ruby.

## Producción

### Desarrollo
El episodio fue escrito por el showrunner Russell T Davies.  Desarrolló el concepto inicial en 2009 cuando el showrunner que le sustituiría, Steven Moffat, le pidió a Davies que regresara al programa después de su partida inicial y escribiera un episodio para el Undécimo Doctor (Matt Smith) y su compañera Amy Pond (Karen Gillan).  Davies finalmente le propuso la idea del episodio a Moffat en abril de 2010 para la sexta temporada, pero fue descartado debido a las limitaciones presupuestarias que habrían requerido los potentes efectos visuales. Tras un acuerdo de coproducción con Disney que comenzó en 2023 y permitió aumentar el presupuesto, se pudo producir el episodio. Los títulos provisionales del episodio incluían "irl" (abreviatura utilizada en redes sociales que significa in real life o "en la vida real") y "Monsters, Monsters Everywhere".  El episodio explora la dependencia de las redes sociales en la Generación Z   al tiempo que presenta temas subyacentes de racismo y elitismo. El rechazo de los residentes de Finetime hacia el Doctor en la escena final ha sido ampliamente interpretado como debido a su raza.  Davies comparó el episodio con Black Mirror pero con más libertad;  Varios críticos también han señalado las similitudes en el tono y la premisa. Brennan Klein, del medio Screen Rant, compara la premisa con los episodios "Fifteen Million Merits" (2011) y "Nosedive" (2016).

### Rodaje
El episodio fue dirigido por Dylan Holmes Williams  y es el segundo episodio de la decimocuarta temporada que se produjo, aunque la toma final del episodio fue la primera escena filmada por Gatwa para la decimocuarta temporada.  Fue filmado en el primer bloque de producción de la serie junto con el episodio anterior, "73 Yardas". El rodaje tuvo lugar entre diciembre de 2022 y enero de 2023. Las ubicaciones incluyeron Cardiff Bay Barrage y el campus de la universidad de Swansea, en Gales .  Debido a que el clima en el set de rodaje era impredecible, Jack Forsyth-Noble filmó múltiples pronósticos meteorológicos ficticios para el episodio como Weatherman Will. Millennium FX diseñó las criaturas babosas, que requirieron tres personas para operarlas durante el rodaje. 

### Casting
Al igual que en el episodio anterior, Ncuti Gatwa todavía estaba filmando Sex Education cuando el episodio comenzó a producirse, lo que limitó su disponibilidad, pero aun así tiene una presencia mayor que la que tuvo en "73 Yardas".   Por tanto, el episodio se centra en Callie Cooke en el papel de Lindy Pepper-Bean.  Tom Rhys Harries aparece en el episodio como Ricky Septiembre.  Al igual que en otros episodios de la serie, Susan Twist interpreta otro personaje aparentemente dispar, esta vez Penny Pepper-Bean, la madre de Lindy.  El resto del elenco invitado incluye a Eilidh Loan, Aldous Ciokajlo Squire y Niamh Lynch, entre otros.  Solo se eligieron actores blancos para interpretar a los residentes de Finetime para subrayar el tema del racismo del episodio. Davies sabía que la revelación final del episodio (que los residentes de Finetime son racistas) iba a ser lo más sorprendente del episodio para la audiencia. Sin embargo, no estaba seguro de cuándo o de si los espectadores se darían cuenta de la falta de diversidad entre los personajes de Finetime antes de la escena final. 

## Emisión y recepción
"Punto y burbuja" se lanzó inicialmente en el Reino Unido en la plataforma BBC iPlayer el 1 de junio de 2024, seguido de un estreno en BBC One más tarde ese mismo día.  Disney+ lanzó el episodio simultáneamente en Estados Unidos el 31 de mayo.  Disney también se encargó de la distribución internacional del episodio fuera del Reino Unido e Irlanda. 

### Audiencia
"Dot and Bubble" obtuvo cifras de audiencia de 2,12 millones durante la noche de estreno. 

### Recepción de la crítica
En Rotten Tomatoes, el 91% de 11 críticos dieron al episodio una crítica positiva. 
El escritor de Total Film, Will Salmon, comparó el aspecto virtual del episodio con las producciones hechas durante el COVID-19, así como el aspecto distópico con el episodio de la tercera temporada "Atasco" (2007). Salmon elogió la actuación de Cooke en el episodio debido a la "vulnerabilidad" y la "complejidad" de su personaje.  Stefan Mohamed, de Den of Geek, comparó el episodio con Black Mirror más allá de la trama y dijo que los dos también son similares en su diseño de producción. Ed Power, autor de una reseña para The Independent, describió el episodio como un cruce entre Black Mirror y un documental de David Attenborough. 
En el medio Digital Spy, Rebecca Cook escribe que el episodio fue peor que los dos episodios anteriores, "73 Yards" y "Boom", y criticó la forma en la que Davies escribe los diálogos de la Generación Z. Cook dijo que estaba interesada en cómo habría sido el episodio de haberse hecho antes del acuerdo de coproducción con Disney. Cook también dijo que el episodio le ayudó a identificar una tendencia de villanos pobremente desarrollados a lo largo de la decimocuarta temporada de la serie. Morgan Jeffery, en su crítica del episodio para Radio Times, afirmó que el episodio "parece una víctima de su propia ambición", y cree que, aunque tenía "muchas ideas", "se extiende demasiado" en el proceso. Jeffery, sin embargo, también elogió la actuación de Cooke; así como la de Gatwa, a pesar de su limitado tiempo en pantalla, y describió el episodio como "innegablemente fascinante".  El escritor de IGN, Robert Anderson, habló de manera similar sobre el episodio y opinó que habría sido mejor si Gatwa y Gibson hubieran tenido más tiempo en pantalla. 
Mohamed escribió también sobre el racismo subyacente de los personajes de "Punto y burbuja", afirmando que era la parte más importante del episodio, pero le gustaría que un escritor que no fuera blanco abordara esos asuntos en el futuro. Isobel Lewis del New York Times también comentó esto, explicando que un personaje se refiere a la tecnología de la TARDIS como "vudú", lo que ha sido utilizado como un insulto racial a lo largo de la historia. 